# Reprezentacja Andory w koszykówce kobiet
Reprezentacja Andory w koszykówce kobiet - drużyna, która reprezentuje Andorę w koszykówce kobiet. Za jej funkcjonowanie odpowiedzialny jest Andorski Związek Koszykówki.